# Тассилон (граф Швабский)
Тассилон (нем. Tassilo) — согласно средневековым преданиям, граф в Швабии, современник Карла Великого.
Долгое время считался родоначальником династии Гогенцоллернов и основателем их родового замка Цоллерн. Однако ни из каких других исторических источников он не известен, а основание замка Цоллерн относят к более позднему времени.